# Statue d'Élisabeth II (cathédrale d'York)
Pour les articles homonymes, voir Statue d'Élisabeth II.
Une statue de la reine Élisabeth II est érigée sur le front de la cathédrale d'York à l'automne 2022 pour son jubilé de platine. La statue mesure deux mètres et pèse environ deux tonnes. Elle est inaugurée par le roi Charles III le 9 novembre 2022, deux mois après la mort de la souveraine. Élisabeth II y est représentée dans son habit de l'ordre de la Jarretière et coiffée du diadème d'apparat de George IV, serti de perles et de diamants, créé au début du XIXe siècle.